# دنی خیمنز
دنی خیمنز (انگلیسی: Dani Giménez؛ زادهٔ ۳۰ ژوئیهٔ ۱۹۸۳) بازیکن فوتبال اهل اسپانیا است.
از باشگاه‌هایی که در آن بازی کرده‌است می‌توان به باشگاه فوتبال رایو وایکانو، باشگاه فوتبال زامورا، باشگاه فوتبال رئال بتیس، باشگاه فوتبال آلکورکون، باشگاه فوتبال دپورتیوو لاکرونیا، و باشگاه فوتبال سلتاویگو اشاره کرد.